# Pectocera maruyamai
Pectocera maruyamai là một loài bọ cánh cứng trong họ Elateridae. Loài này được Kishii miêu tả khoa học năm 2001.